# Ménélik (rappeur)
Pour les articles homonymes, voir Ménélik.
Albert Tjamag, connu sous le nom de Ménélik parfois surnommé MNLK, est un rappeur et producteur audiovisuel français, né le 10 septembre 1970 à Yaoundé, au Cameroun.
Il publie son premier album Phénoménélik en 1995 avec les DJ's producteurs DJ Seeq et Logilo chez Jimmy Jay Records qui le place en licence chez S.M.A.L.L., label de Sony Music. Il arrête sa carrière musicale en 2010 pour se consacrer à la production audiovisuelle, avant de faire son retour avec un nouvel album en 2017.

## Biographie

### Jeunesse et débuts
Albert Tjamag est né le 10 septembre 1970 à Yaoundé, au Cameroun. À cette période, son père, journaliste, est attaché culturel à l'Ambassade des États-Unis, puis correspondant au Tchad. Albert immigre avec sa famille en France à l'âge de neuf ans en 1979. Jeune, il vit à Bobigny, en Seine-Saint-Denis. En 1990, il rencontre sur les bancs de l'université Paris VIII (Saint-Denis) Claude M'Barali, plus connu sous le nom de MC Solaar,. 
La même année, MC Solaar publie le titre Bouge de là, qui marque le début de sa carrière discographique. Ménélik le rejoint alors dans le Posse 501 pour participer à la compilation cool sessions produite par Jimmy Jay. La compilation sort chez Virgin dans le label de Philippe Ascoli. Le titre de Ménélik Un petit rien de jazz connait un succès d'estime, quelques passages sur Radio Nova. Mais il est surtout remarqué par le DJ anglais Gilles Peterson. Ménélik devient très demandé sur la scène rap jazz de l'époque et collabore avec de nombreux artistes étrangers (RPM, groupe anglais de Brighton ; No Sé, groupe allemand de Cologne avec la version acid jazz de Quelle aventure qui sera remixée en France par le label Big Cheese et donnera le tube Quelle aventure, basé sur un sample de Pino d'Angiò (Ma quale idea).

### DePhénoménélikàOQP(1995–2000) date de 1997
Ménélik publie son premier album Phénoménélik en 1995 avec les producteurs DJ Seeq et Logilo chez Jimmy Jay Records qui le place en licence chez S.M.A.L.L., label de Sony Music. Le succès est à la clé avec les tubes Tout baigne et Quelle aventure et fait les premières parties des concerts de MC Solaar. S'ensuit une tournée en Afrique de l'Ouest dans plus de dix pays, cette tournée se poursuivra en Europe, aux États-Unis, au Canada, couronnée en 1996 par une Victoire de la musique dans la catégorie révélation masculine de l'année.
Son deuxième album, Je me souviens, paraît dans les bacs en 1997. Le premier single Faut se lâcher passe à la trappe ; le label est plutôt contrarié par ce revers car l'artiste sort d'un gros succès avec son album précédent. Afin de le repositionner et mettre en avant sa qualité d'écriture, le single Je me souviens est mis en avant. Dans cette chanson, Ménélik raconte son arrivée en France et les difficultés d'intégration pendant l'adolescence. Ce deuxième single pousse la vente de l'album sans pour autant faire des miracles. Ménélik croit depuis le début au titre Bye bye (duo avec la chanteuse Medina Rachel Koné, représentée sans son accord sur scène et dans le clip par Myas,) qui figure dans son album, mais le titre est loin de faire l'unanimité au sein du label. Thierry Chassagne, directeur marketing du label, a l'idée de le faire remixer par Lone et Joe (guitariste des Fugees). Le single sort fin mai 1998, et le succès est immédiat[réf. nécessaire]. À l'automne, le patron du label Philippe Desindes s'étonne du fait que le single soit encore au sommet des classements. Il tiendra jusqu'en février de l'année suivante[réf. nécessaire]. 
Bye Bye atteint la 5e place des classements français, et la 4e place des classements belges. Il est certifié disque de platine avec 750 000 exemplaires vendus, et pousse l'album vers le disque d'or au-delà des 100 000 unités[réf. nécessaire]. Dans le clip de Bye bye apparaissent plusieurs personnalités, amis de Ménélik : Mouss Diouf, Bambi Cruz, MC Solaar, Olivier Carreras, Julia Chanel, K-Mel, Laurent Boyer, Charly Nestor, ou encore Pascal Nouma.
L'album suivant OQP est à nouveau un vrai défi pour le label S.M.A.L.L. Les moyens sont mis et l'équipe voyagera de Toulouse à Londres et de Montréal à New York pour finir à Los Angeles. L'équipe artistique composée de Ménélik, Lone et Joe explose à cause de dissensions provoquées par le directeur artistique Jean-François Ravel. L'album sort, mais connait un succès mitigé. Il assouvit encore sa passion pour la musique en donnant des concerts de temps à autre. Il fait partie d'un collectif d'artistes spécialisés dans la photo, le design et l'habillage graphique pour la télévision.

### Autres activités (depuis 2001)
En 2001, il quitte Sony Music afin de s'éloigner de la musique. En 2003, il apparait dans le film Laisse tes mains sur mes hanches de Chantal Lauby. En 2004, il lance une ligne de vêtement pour golfeurs, appelée Cuz Golf. Ménélik fait son retour à la musique en 2008 sous le nom de MNLK, avec la publication d'un nouvel album intitulé MNLK Project, sous le label indépendant Soundclique. Il fait une pause à sa carrière musicale en 2010 pour se consacrer à la production audiovisuelle. En 2017, il est de retour avec un nouveau son intitulé Liquide, extrait de son nouvel album Qlassiks qui sort en automne de la même année.

## Discographie

### Albums
- 1995 : Phénoménélik
- 1997 : Je me souviens
- 2000 : OQP
- 2001 : E-Pop
- 2008 : MNLK Project
- 2017 : Qlassiks

### Compilation
- 2017 : Best of (Sony)

## Filmographie
- L'amour sans domicile fixe (court métrage)
- Trou de mémoire (court métrage)
- Les Bleus, premiers pas dans la police (télévision)
- RIS Police scientifique (télévision)
- Laisse tes mains sur mes hanches (film)
- Celle qui n'existait pas (film)
- Marié(e) (film)
- Asylum (film)
- Fracasses (film)